# 新南威尔士殖民地

新南威尔士殖民地旗帜（1876年—1901年）

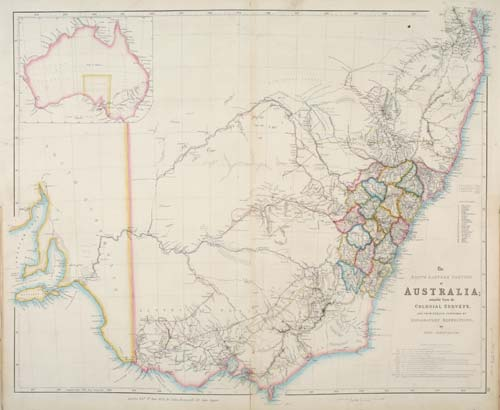
1842年的新南威尔士殖民地地图

新南威尔士殖民地（英語：Colony of New South Wales）是大英帝国的一个殖民地，存在于1788年—1901年，之后成为澳大利亚联邦的一个州。新南威尔士殖民地的范围最大时包括现在的澳大利亚新南威尔士州、昆士兰州、维多利亚州、塔斯马尼亚州、南澳大利亚州、北领地以及新西兰。1856年6月6日，新南威尔士的第一个责任自治政府成立，斯图尔特·唐纳森为首任殖民秘书（由威廉·丹尼森总督任命）。